# Campionati del mondo di atletica leggera 2011 - 800 metri piani maschili
Gli 800 metri piani maschili ai campionati del mondo di atletica leggera 2011 si sono tenuti dal 27 al 30 agosto 2011. Hanno partecipato 43 atleti dei 44 qualificati. I tempi di qualificazione al mondiale erano di 1'45"40 (standard A) e 1'46"30 (B).

## Programma orario
| Data           | Ora   | Turno      |
| -------------- | ----- | ---------- |
| 27 Agosto 2011 | 12:05 | Batterie   |
| 28 Agosto 2011 | 18:00 | Semifinali |
| 30 Agosto 2011 | 21:00 | Finale     |

## Risultati
| KEY: | q | Ripescato | Q | Qualificato | NR | Record Nazionale | PB | Personal best | SB | Seasonal best |

### Batterie
I primi 3 e i migliori 6 tempi passano alle semifinali.
| Pos | Batt. | Nome                 | Nazione            | Tempo   | Note  |
| --- | ----- | -------------------- | ------------------ | ------- | ----- |
| 1   | 3     | Abubaker Kaki        | Template:FlagATHCH | 1:44.83 | Q     |
| 2   | 3     | Mohammed Aman        | Template:FlagATHCH | 1:45.17 | Q     |
| 3   | 3     | Alfred Kirwa Yego    | Template:FlagATHCH | 1:45.50 | Q     |
| 4   | 5     | Kléberson Davide     | Template:FlagATHCH | 1:46.06 | Q     |
| 5   | 5     | Andrew Osagie        | Template:FlagATHCH | 1:46.08 | Q     |
| 6   | 2     | Yuriy Borzakovskiy   | Template:FlagATHCH | 1:46.14 | Q     |
| 7   | 5     | Adam Kszczot         | Template:FlagATHCH | 1:46.16 | Q     |
| 8   | 3     | Luis Alberto Marco   | Template:FlagATHCH | 1:46.19 | q     |
| 9   | 4     | David Rudisha        | Template:FlagATHCH | 1:46.29 | Q     |
| 10  | 3     | Moussa Camara        | Template:FlagATHCH | 1:46.38 | q, NR |
| 11  | 5     | Sajjad Moradi        | Template:FlagATHCH | 1:46.39 | q     |
| 12  | 1     | Nick Symmonds        | Template:FlagATHCH | 1:46.54 | Q     |
| 13  | 2     | Jackson Kivuva       | Template:FlagATHCH | 1:46.57 | Q     |
| 14  | 1     | Andreas Bube         | Template:FlagATHCH | 1:46.64 | Q     |
| 14  | 5     | Mohammad Al-Azemi    | Template:FlagATHCH | 1:46.64 | q     |
| 16  | 2     | Antonio Manuel Reina | Template:FlagATHCH | 1:46.66 | Q     |
| 17  | 4     | Marcin Lewandowski   | Template:FlagATHCH | 1:46.73 | Q     |
| 17  | 2     | Prince Mumba         | Template:FlagATHCH | 1:46.73 | q     |
| 19  | 1     | Kevin López          | Template:FlagATHCH | 1:46.79 | Q     |
| 19  | 4     | Bram Som             | Template:FlagATHCH | 1:46.79 | Q     |
| 21  | 4     | Mahfoud Brahimi      | Template:FlagATHCH | 1:46.94 | q     |
| 22  | 1     | Mohcine El Amine     | Template:FlagATHCH | 1:46.98 |       |
| 23  | 2     | Michael Rimmer       | Template:FlagATHCH | 1:47.11 |       |
| 24  | 1     | Andrew Ellerton      | Template:FlagATHCH | 1:47.47 |       |
| 25  | 5     | Julius Mutekanga     | Template:FlagATHCH | 1:47.54 |       |
| 26  | 2     | Masato Yokota        | Template:FlagATHCH | 1:47.60 |       |
| 27  | 4     | Charles Jock         | Template:FlagATHCH | 1:47.95 |       |
| 28  | 1     | Moise Joseph         | Template:FlagATHCH | 1:48.17 |       |
| 29  | 4     | Brice Etès           | Template:FlagATHCH | 1:48.22 | SB    |
| 30  | 6     | Rafith Rodríguez     | Template:FlagATHCH | 1:48.26 | Q     |
| 31  | 6     | Tamás Kazi           | Template:FlagATHCH | 1:48.29 | Q     |
| 32  | 6     | Khadevis Robinson    | Template:FlagATHCH | 1:48.41 | Q     |
| 33  | 6     | Daniel Nghipandulwa  | Template:FlagATHCH | 1:48.79 |       |
| 34  | 6     | Lutmar Paes          | Template:FlagATHCH | 1:48.97 |       |
| 35  | 4     | Edgar Cortez         | Template:FlagATHCH | 1:49.10 | NR    |
| 36  | 3     | Ashot Hayrapetyan    | Template:FlagATHCH | 1:50.09 | PB    |
| 37  | 5     | Farhan Ahmad         | Template:FlagATHCH | 1:50.14 | PB    |
| 38  | 3     | Fernando da Silva    | Template:FlagATHCH | 1:51.58 |       |
| 39  | 6     | Ismail Ahmed Ismail  | Template:FlagATHCH | 1:52.33 |       |
| 40  | 6     | Derek Mandell        | Template:FlagATHCH | 1:57.11 | PB    |
| 41  | 1     | Zaw Win Thet         | Template:FlagATHCH | 1:58.36 |       |
| 42  | 6     | Richard Blagg        | Template:FlagATHCH | 1:59.34 | PB    |
| 43  | 2     | Shifaz Mohamed       | Template:FlagATHCH | 2:01.05 |       |
|     | 5     | Thomas Vandy         | Template:FlagATHCH | DNS     |       |

### Semifinali
Qualification: First 2 in each heat (Q) and the next 2 fastest (q) advance to the Final.
| Pos | Batt | Nome                 | Nazione            | Tempo   | Note  |
| --- | ---- | -------------------- | ------------------ | ------- | ----- |
| 1   | 3    | David Rudisha        | Template:FlagATHCH | 1:44.20 | Q     |
| 2   | 1    | Mohammed Aman        | Template:FlagATHCH | 1:44.57 | Q, NR |
| 3   | 1    | Marcin Lewandowski   | Template:FlagATHCH | 1:44.60 | Q, SB |
| 4   | 1    | Abubaker Kaki        | Template:FlagATHCH | 1:44.62 | q     |
| 5   | 3    | Adam Kszczot         | Template:FlagATHCH | 1:44.81 | Q     |
| 6   | 1    | Alfred Kirwa Yego    | Template:FlagATHCH | 1:44.82 | q     |
| 7   | 3    | Kléberson Davide     | Template:FlagATHCH | 1:45.06 |       |
| 8   | 1    | Khadevis Robinson    | Template:FlagATHCH | 1:45.27 |       |
| 9   | 1    | Andreas Bube         | Template:FlagATHCH | 1:45.48 | PB    |
| 10  | 2    | Nick Symmonds        | Template:FlagATHCH | 1:45.73 | Q     |
| 10  | 2    | Yuriy Borzakovskiy   | Template:FlagATHCH | 1:45.73 | Q     |
| 12  | 2    | Jackson Kivuva       | Template:FlagATHCH | 1:45.97 |       |
| 13  | 2    | Andrew Osagie        | Template:FlagATHCH | 1:46.12 |       |
| 14  | 1    | Sajjad Moradi        | Template:FlagATHCH | 1:46.17 | SB    |
| 15  | 3    | Rafith Rodríguez     | Template:FlagATHCH | 1:46.41 |       |
| 16  | 2    | Tamás Kazi           | Template:FlagATHCH | 1:46.53 |       |
| 17  | 2    | Bram Som             | Template:FlagATHCH | 1:46.69 |       |
| 18  | 3    | Mahfoud Brahimi      | Template:FlagATHCH | 1:46.79 |       |
| 19  | 2    | Kevin López          | Template:FlagATHCH | 1:46.86 |       |
| 20  | 2    | Prince Mumba         | Template:FlagATHCH | 1:47.06 |       |
| 21  | 3    | Luis Alberto Marco   | Template:FlagATHCH | 1:47.45 |       |
| 22  | 3    | Moussa Camara        | Template:FlagATHCH | 1:48.15 |       |
| 23  | 1    | Antonio Manuel Reina | Template:FlagATHCH | 1:48.45 |       |
|     | 3    | Mohammad Al-Azemi    | Template:FlagATHCH | DNF     |       |

### Finale
| Pos | Corsia | Atleta             | Nazione     | Tempo   | Note |
| --- | ------ | ------------------ | ----------- | ------- | ---- |
| 1   | 6      | David Rudisha      | Kenya       | 1:43.91 |      |
| 2   | 4      | Abubaker Kaki      | Sudan       | 1:44.41 |      |
| 3   | 5      | Yuriy Borzakovskiy | Russia      | 1:44.49 |      |
| 4   | 2      | Marcin Lewandowski | Polonia     | 1:44.80 |      |
| 5   | 3      | Nick Symmonds      | Stati Uniti | 1:45.12 |      |
| 6   | 7      | Adam Kszczot       | Polonia     | 1:45.25 |      |
| 7   | 8      | Alfred Kirwa Yego  | Kenya       | 1:45.83 |      |
| 8   | 1      | Mohammed Aman      | Etiopia     | 1:45.93 |      |